# Marouette rayée
Aenigmatolimnas marginalis
Genre
Espèce
Statut de conservation UICN

 LC  : Préoccupation mineure
La Marouette rayée, aussi Marouette d'Afrique, Râle rayé ou encore Râle strié, (Aenigmatolimnas marginalis, syn. : Porzana marginalis, Amaurornis marginalis) est une espèce d'oiseaux de la famille des Rallidae où elle est la seule du genre Aenigmatolimnas.
Cet oiseau vit dans le centre/sud-est et plus éparsement à travers l'Afrique subsaharienne (notamment le nord de la Côte d'Ivoire, l'ouest du Cameroun et la République du Congo).